# Keiner kommt hier lebend raus
Keiner kommt hier lebend raus, auch mit dem Untertitel Tagebuch eines Killers, (Originaltitel Diary of a Hitman) ist ein US-amerikanischer Thriller von Roy London aus dem Jahr 1991. Das Drehbuch von Kenneth Pressman beruht auf seinem eigenen Theaterstück Insider’s Price. Forest Whitaker spielt die Hauptrolle eines bezahlten Killers, der noch einen letzten Auftrag ausführen will, um dann aus dem schmutzigen Geschäft auszusteigen. Sherilyn Fenn ist als Opfer Jain Zidzyck besetzt und James Belushi als Erzfeind des Killers. Sharon Stone spielt Jains Schwester Kiki.

## Handlung
Der Auftragskiller Dekker, ein gefragter Mann und als Killer ein Profi, der seine Aufträge schnell und sauber erledigt, will mit dem Töten aufhören. Als ihm der Unternehmer Al Zidzyck aus Pittsburgh einen besonders gut bezahlten Auftrag anbietet, kann er jedoch nicht widerstehen und beruhigt sich selbst damit, dass dies sein wirklich letzter Auftrag sein werde. Als der Unternehmer ihm sagt, wen er töten soll, muss er jedoch schlucken, nämlich nicht nur dessen drogenabhängige Ehefrau Jain, sondern auch deren Baby, das behindert und ein Crack-Baby sei. Zudem argumentiert er damit, das Kind sei nicht von ihm, ein weiterer Grund, warum er beide loswerden wolle.
Als Dekker in der Tarnung eines Mechanikers zum vereinbarten Termin in der Wohnung des Paares erscheint, sieht er sich einer attraktiven Frau gegenüber, die ihm zudem noch sehr sympathisch ist. Ihm ist sofort klar, so sieht kein Junkie aus. Und auch das Baby scheint kerngesund zu sein und ist zudem noch sehr niedlich. Dekker weiß nun – nachdem er Jain einem ersten Impuls folgend zu Boden geworfen hatte – nicht, was er tun soll. Seine Unentschlossenheit wächst weiter, als Jain Besuch von ihrer Schwester Kiki bekommt. Schnell kommen Opfer und Täter sich näher, einerseits weil Jain durchschaut hat, was ihr blühen soll und sie im Büstenhalter einige Cheerleader-Positionen vollführt, um das Leben ihres Kindes zu retten. Andererseits auch, weil sie Dekkers Zögern bemerkt hat. Dekker macht dann auch den entscheidenden Fehler – er unterhält sich mit seinem Opfer.
Der Polizist Shandy verfolgt Dekkers Weg seit Jahren mit Argusaugen, hat aber bisher einfach nichts in der Hand gegen ihn, womit er den Killer zu Fall bringen könnte. Aber auch Zidzyck hat bereits einen Plan in der Tasche, für den Fall, dass Dekker Skrupel bekommt und den übernommenen Auftrag nicht ausführt. Das hilft ihm allerdings nicht, denn Dekker hat sich entschlossen, seinen Auftraggeber, dessen Geld er bereits in Empfang genommen hat, zu erschießen. Einen zweiten, wohl zuvor von Zidzyck angeheuerten Killer, der den Auftrag dann doch erledigen will, kann Dekker in letzter Sekunde stoppen und Mutter und Kind erneut retten. Er überlässt Jain sein Honoror von 40.000 $ und sorgt dafür, dass sie einen Zug nimmt, der sie und ihr Baby an einen sicheren Ort bringen soll.

## Entstehung
| Figur              | Darsteller         | Deutscher Sprecher   |
| ------------------ | ------------------ | -------------------- |
| Dekker             | Forest Whitaker    | Jürgen Kluckert      |
| Jain Zidzyck       | Sherilyn Fenn      | Heike Schroetter     |
| Shandy             | James Belushi      | Leon Boden           |
| Kiki               | Sharon Stone       | Daniela Hoffmann     |
| Dr. Jameson        | John Bedford-Lloyd | Jörg Hengstler       |
| Sheila             | Lois Chiles        | Rita Engelmann       |
| Al Zidzyck         | Lewis Smith        | Hans-Jürgen Wolf     |
| Mann in der Garage | Peter White        | Karl-Heinz Grewe     |
| Koenig, Agent      | Seymour Cassel     | Helmut Müller-Lankow |
| Schauspieler       | Dan Kamin          |                      |
| Wallace            | Wayne Crawford     | Hans Hohlbein        |
| Clyde              | Bill Gentry        | Eberhard Wechselberg |
| Punk               | Brett Rickaby      | Andrej Brandt        |
| Nachbarin          | Brenda Currin      |                      |
| Eddie              | Jimmy Butler       |                      |
| Optiker            | Ken Lerner         | Frank-Otto Schenk    |
| Cooley             | Jake Dengel        | Santiago Ziesmer     |
| Piccolo            | Tommy Lafitte      | Uwe Jellinek         |
| Mrs. Jameson       | Jenny Chrisinger   |                      |

Der Film, eine Produktion von Vision International und der Continental Film Group Ltd., wurde in Youngstown (Ohio) und in verschiedenen Orten von Pennsylvania (darunter in Pittsburgh und in Sharon) sowie in den Continental Film Studios in Sharon gedreht. Die Dreharbeiten begannen am 11. Januar und dauerten bis zum 21. Februar 1991. Roy London, ein in Hollywood sehr beliebter Schauspieltrainer, drehte hier seinen einzigen Spielfilm, nachdem er den Autor Kenneth Pressman mit der Adaption dessen eigenen Stücks Insider’s Price beauftragt hatte. Zusammen beschlossen sie auch den Filmtitel.
Im Soundtrack des Films trägt Gregory Haughey den von ihm geschriebenen Song Luther vor. Zudem erklingt A Wonderful Guy von Richard Rodgers und Oscar Hammerstein II. Die deutsche Fassung wurde bei der Michael Eiler Synchron in Berlin synchronisiert.

## Veröffentlichung
Erstmals vorgestellt wurde der Film im September 1991 auf dem Deauville Film Festival, im November 1991 kam der Film dann in die französischen Kinos. In Südkorea wurde der Film Ende Februar 1992 und in den Vereinigten Staaten (New York City) Ende Mai 1992 veröffentlicht. In Italien wurde er im Juni 1992 auf dem Noir in Festival vorgestellt. Am 24. Juli 1992 lief der Film dann allgemein in den Vereinigten Staaten an. In der Türkei und in Spanien (Festival Internacional de Cine de San Sebastián) wurde er erstmals im September 1992 veröffentlicht und allgemein in Spanien im November 1992. Im Vereinigten Königreich erfolgte eine Veröffentlichung im März 1993 und in Japan eine solche im Mai 1993. Veröffentlicht wurde der Film zudem in Australien, Brasilien, Bulgarien, Kanada, Kroatien, in der Tschechischen Republik, in Finnland, Griechenland, Ungarn, Litauen, Mexiko, Polen, Portugal, Rumänien, Russland, Serbien, Singapur, Slowenien und in der Ukraine. Der englische Arbeitstitel des Films lautete Hit Man.
Das geschätzte Budget des Films betrug 2.500.000 Dollar. Demgegenüber spielte der Film in Nordamerika 31.815 Dollar ein, davon am Eröffnungswochenende 17.388 Dollar.
In Deutschland erschien der Film erstmals am 9. Juli 1992. NSM Records gab den Film am 28. Februar 2020 mit einer deutschen Tonspur auf DVD heraus, nachdem er bereits im Oktober 2019 als Blu-ray erschienen war.

## Rezeption
Cinema 7/1992 schrieb, der Film beginne als ein „Routine-Thriller“, aber dann werde er unfreiwillig komisch, auch wenn er dialoglastig sei. Die Darstellung von Forest Whitaker wurde als „brillant“ gelobt.
Jack Sommersby schrieb auf efilmcritic.com, der Film gebe weder Forest Whitaker noch Sherilyn Fenn eine auch nur annähernd interessante Gelegenheit zum Schauspielen („Gives neither Whitaker nor Fenn anything even remotely interesting to play“).
Hannah Dütsch bemängelte im Lexikon des Internationalen Films, dass der Film „immer an der irgendwie von der amerikanischenn Imitation schwarzen Humors angehauchten Oberfläche“ bleibe. Daher sei ihm „im erzählenden Kommentar Dekkers, der die Geschichte seiner Läuterung auf einen Anrufbeantworter“ spreche, „Sinn und Zweck übergestülpt worden, so daß sich auch seine Figur im Verlauf des Films nicht mehr unnötig entwickeln“ müsse.
Die Redaktionskritik der Zeitschrift Cinema fiel positiv aus: „Zeitweise erinnert das Psychogramm eines Killers eher an ein Kammerspiel als an einen Thriller. Kein Wunder, Roy London, der hier sein Regiedebüt abliefert, ist Schauspiellehrer u. a. von Stars wie Michelle Pfeiffer und Jeff Goldblum. Neben der brillanten Leistung von Sherilyn Fenn und Forest Whitaker hat Sharon Stone einen kurzen, aber markanten Auftritt als Schlampe, den sie vier Jahre später in ‚Casino‘ als Callgirl und Ehefrau von Robert De Niro eindrucksvoll wiederbelebte.“ Fazit: „Brillant gespielt, mit kleinen Regieschwächen“.
Auf der Seite Cinecaps Digest war die Rede von einem seltsamen, selbstbewussten Drama über einen Killer, der wegen einer existenziellen Krise zusammenbreche. Der Film, dessen Drehbuch auf Kenneth Pressmans Theaterstück Insider’s Price beruht, ähnele tatsächlich einer dieser Off-Off-Broadway-Produktionen mit vielen anmaßenden Dialogen und zweifelhafter Motivation, die ‚rätselhaft‘ mit ‚tiefgründig‘ verwechsle. Fenn versuche ihr Bestes, aber Stone sei aggressiv schrill und Whitakers Reaktionen seien durchweg daneben.
Matt Brunson verfasste eine Kritik für Film Frenzy und meinte, es sei keine Schande, dass der Film einer immerhin einflussreichen Persönlichkeit im Laufe der Zeit weitgehend in Vergessenheit geraten sei, es sei vielmehr so, dass der Film dies verdient habe. Die Verfilmung könne sich praktisch zu keinem Zeitpunkt von ihren Wurzeln auf der Bühne lösen und komme daher wie eine besonders amateurhafte Off-Broadway-Produktion. Zumindest habe London auf einige seiner Schüler zurückgreifen können, um die Besetzung zu verstärken, da Forest Whitaker, Sherilyn Fenn und Sharon Stone zu denen gehört hätten, die seine Kurse besuchten. Zwar bringe Whitakers exzentrische Herangehensweise etwas Schwung ins Geschehen, aber er und Fenn würden in diesem protzigen Langeweiler beide von ihren schlecht definierten Charakteren besiegt.
Rouven Linnarz stellte fest, dass die Karriere des Regisseurs Roy London eine „sehr kurze“ gewesen sei und sich auf Keiner kommt hier lebend raus beschränkt habe, wenn man „für wenige Arbeiten fürs Fernsehen einmal“ absehe. Der Kritiker verwies sodann darauf, das London sich seinen Namen als Schauspielcoach gemacht habe und durch seine Arbeit fürs Theater. Auch Linnarz war der Meinung, dass man dem Film „seinen Ursprung an vielen Stellen“ anmerke, wo er „wie ein Kammerspiel inszeniert und sehr auf die schauspielerische Leistung der beiden Darsteller fokussiert“ sei. „Im Gedächtnis“ bleibe der Film „vor allem durch die starken darstellerischen Leistungen Whitakers und Fenns“. Linnarz, der dem Film acht von zehn möglichen Punkten gab, zog abschließend das Fazit: „‚Keiner kommt hier lebend raus‘ ist ein Film über das moralische Dilemma eines Auftragskillers. Getragen von tollen darstellerischen Leistungen entwirft Roy London ein kaltes Bild der Stadt, eines Lebens, welches andere zerstört, sich zum Außenseiter macht und daran langsam selbst zugrunde geht.“
Auch der Kritiker Dennis Schwartz verwies auf die Vorgeschichte von Roy London und darauf, dass der Film nie über seine Bühnenursprünge hinauskomme, die Erzählung zudem die Glaubwürdigkeit strapaziere. Spaß mache der Film nur deshalb, weil das zurückhaltende Schauspiel der Mitwirkenden leicht zu ertragen sei.
Auf der Seite Place Logo here war man der Meinung, es gebe wirklich keinen Grund, 90 Minuten damit zu verbringen, ‚Diary of a Hitman‘ anzusehen. Zu unwahrscheinlich sei das, was im Film ablaufe. Einzig gruselig sei gewesen, dass Jain die einzige Bewohnerin eines großen Mietshauses sei, das ihr Ehemann hatte erbauen lassen. Ein solch schwaches Lob, sei allerdings eher vernichtend, mehr aber verdiene der Film nicht.
Lisa Marie Bowman bewertete den Film bei Through the Shattered Lens, verwies ebenfalls auf Londons Vergangenheit und darauf, dass man dem Film ansehe, dass ihm ein Bühnenstück zugrunde liege. Roy London habe nie einen Wege gefunden, so offensichtlich bühnengebundenes Material filmisch wirken zu lassen. Er führe bei dem Film Regie, als würd er eine Schauspielübung filmen. Trotzdem sei der Film keine völlige Zeitverschwendung. Sherilyn Fenn liefere eine sympathische Darstellung ab. Bei Forest Whitaker sei es schwer zu sagen, ob er hier eine gute Leistung abliefere oder nicht, vor allem deshalb, weil seine Handlungen zunächst wenig Sinn ergebe würden und er einen massiven Sinneswandel vollziehen müsse, der aus dem Nichts zu kommen scheine. Was ihm an Glaubwürdigkeit fehle, mache er durch seine Exzentrität wett.
Roy London wurde im Jahr 1991 für den Kritikerpreis des Deauville Film Festivals nominiert. Beim Santa Barbara International Film Festival wurde London mit dem Audience Choice Award ausgezeichnet.